# Estándar de combustibles bajos en carbono

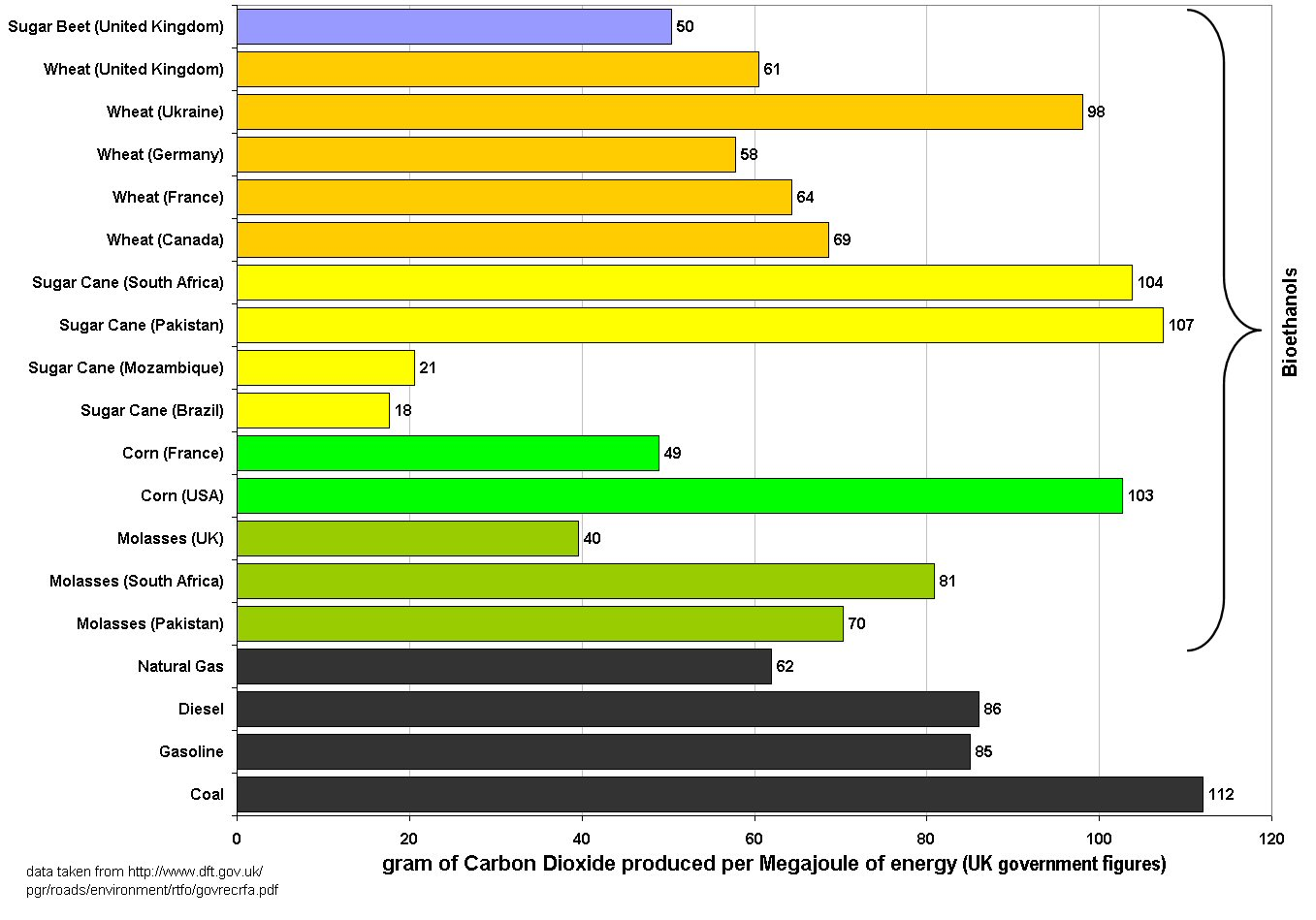
Estimaciones calculadas en el Reino Unido para la intensidad de carbono del bioetanol y combustibles fósiles. El gráfico supone que el bioetanol es consumido en su país de origen y que tierras previamente usadas para la agricultura son usadas para cultivar el insumo del etanol. No se incluyen los efectos indirectos debidos a cambios en el uso del suelo.

El estándar de combustibles bajos en carbono (en inglés: low-carbon fuel standard) es la normativa establecida por un órgano público con el fin de reducir la intensidad de carbono en los combustibles utilizados por el sector transporte respecto a la intensidad asociada a los combustibles convencionales derivados del petróleo, como la gasolina y el diésel. Los combustibles bajos en carbono más comunes disponibles en el mercado son los combustibles alternativos y los combustibles fósiles limpios, como el gas natural vehicular (GNC y GNL). El objetivo principal de un estándar de combustibles bajos en carbono es reducir las emisiones de dióxido de carbono asociadas a los vehículos, tomando en cuenta el ciclo de vida completo, incluyendo las emisiones generadas durante la producción y distribución del combustible (conocido como «desde el pozo hasta el vehículo»), con el propósito de reducir la huella de carbono del sistema de transporte y su impacto en el cambio climático.
El primer estándar de combustibles bajos en carbono en el mundo fue establecido por California en 2007, con los criterios normativos específicos definidos por la Junta de Recursos del Aire de California (CARB) en abril de 2009, pero que solo entrarán en vigor hasta enero de 2011. Legislación similar fue aprobada en Columbia Británica en abril de 2008, y por la Unión Europea en diciembre de 2008. Varios proyectos de ley han sido propuestos en los Estados Unidos para una regulación similar con vigencia a nivel nacional pero con normas menos estrictas que las de California. El Reino Unido está implementando desde abril de 2008 su Programa Obligatorio de Combustibles Renovables para el Transporte, el cual también aplica, aunque de modo diferente, el concepto de combustibles bajos en carbono.

## Estándar de Combustibles Bajos en Carbono de California
El gobernador de California, Arnold Schwarzenegger, firmó la Orden Ejecutiva S-1-07 el 19 de enero de 2007 para crear el estándar de combustibles bajos en carbono, conocido como LCFS por sus siglas en inglés. El mandato del LCFS establece que las refinerías de petróleo y los distribuidores de combustibles se aseguren que las mezclas de combustible que vendan en el mercado de California cumplan con las metas decrecientes establecidas por la Junta de Recursos del Aire de California para las emisiones de gases de invernadero asociadas al combustible vendido para fines de transporte. Las emisiones son medidas en gramos equivalentes de CO2 por unidad de energía provenientes del combustible. La directiva del LCFS estableció una reducción hasta el año 2020 de por lo menos un 10 % en la intensidad de carbono de los combustibles utilizados por el sector transporte de California.

### Normas de 2009
El 23 de abril de 2009, la Junta aprobó las normas específicas y los valores de referencia de la intensidad de carbono para el LCFS que entrará en vigencia el 1 de enero de 2011. La propuesta técnica publicada para comentarios previos fue aprobada sin modificaciones por una votación de 9 a 1, y estableció un valor de referencia para la intensidad máxima de carbono permitida para la gasolina en el año 2020 de 86 gramos de dióxido de carbono liberado por megajulio de energía producida. Fue establecido un estándar para la gasolina y los combustibles alternativos que pueden sustituirla y un segundo estándar similar para el diésel y sus sustitutos. La regulación está fundamentada en un estándar promedio de intensidad de carbono que disminuye gradualmente y que se espera que alcance una reducción de emisiones de 16 millones de toneladas métricas de gases de invernadero hasta el año 2020. CARB espera que una nueva generación de combustibles sea desarrollado con tecnologías que permitan producir etanol de celulosa utilizando como insumos algas, madera, desechos agrícolas como paja y mijo, así como gas natural obtenido de rellenos sanitarios. La Junta también espera que el estándar impulse la disponibilidad de vehículos híbridos enchufables, de batería eléctrica y de pila de combustible, al mismo tiempo que se promueve las inversiones para desarrollar la infraestructura complementaria de estaciones de recarga eléctrica y de abastecimiento de hidrógeno combustible.
Las intensidades obtenidas por los técnicos de CARB para los biocombustibles disponibles en el mercado y aprobadas para la normativa que entra en vigencia en 2011 y 2020 son las siguientes:
| Valores de intensidad de carbono de California para gasolina y combustibles sustitutos de la gasolina (gramos de dióxido de carbono liberado por megajulio de energía producida) | Valores de intensidad de carbono de California para gasolina y combustibles sustitutos de la gasolina (gramos de dióxido de carbono liberado por megajulio de energía producida) | Valores de intensidad de carbono de California para gasolina y combustibles sustitutos de la gasolina (gramos de dióxido de carbono liberado por megajulio de energía producida) | Valores de intensidad de carbono de California para gasolina y combustibles sustitutos de la gasolina (gramos de dióxido de carbono liberado por megajulio de energía producida) |
| Tipo de combustible | Intensidad de carbono | Intensidad de carbono incluyendo cambios en el uso del suelo | Comentarios |
| --- | --- | --- | --- |
| Etanol del Medio Oeste | 75,10 | 105,10 | Producido a partir de maíz. Considera energía proveniente de algunas plantas que utilizan carbón.                                                                                |
| Gasolina de California | 95,86 | 95,86 | Gasohol con 10 % etanol. |
| Estándar CARB (LCFS) 2011 | n/a | 95,61 | Máximo valor permitido en 2011. Puede ser revisado en función de resultados de nuevos estudios.                                                                                  |
| Estándar CARB (LCFS) 2020 | n/a | 86,27 | Máximo valor permitido en 2020. Puede ser revisado en función de resultados de nuevos estudios.                                                                                  |
| Etanol producido en California | 50,70 | 80,70 | Considera electricidad proveniente de plantas a gas natural. |
| Etanol brasileño | 27,40 | 73,40 | Producido a partir de caña de azúcar y considera el transporte marítimo desde Brasil.                                                                                            |
| Gas natural comprimido (GNC): vía gasoducto | 67,70 | 67,70 | Gas natural de origen norteamericano comprimido en California. |
| CNG de relleno sanitario | 11,26 | 11,26 | Derivado de rellenos sanitarios en California. |
| Nota: el análisis del ciclo de vida completo para estos combustibles y otros considerados como el etanol de celulosa (obtenido de granjas de árboles y desechos forestales), electricidad (matriz promedio de California), hidrógeno (hidrógeno gaseoso obtenido de campos de gas natural de América del Norte) y biodiésel (de soya) están disponibles en el sitio web de CARB (véase enlace Lifecycle Analysis). | | | |

## Combustibles Renovables y Bajos en Carbono de Columbia Británica
La Asamblea Legislativa de Columbia Británica, Canadá, aprobó en abril de 2008 la Ley de Requisitos para Combustibles Renovables y Bajos en Carbono (RLCFR por sus siglas en inglés de Renewable and Low Carbon Fuel Requirements), la cual estableció que en 2010 los proveedores de combustible dentro de la provincia deberán vender gasolina y diésel con un contenido de 5 % de combustibles renovables. La ley también autorizó al gobierno provincial a establecer los límites aceptables de intensidad de carbono de los combustibles tomando en cuenta el ciclo de vida completo. La ley RLCFR también estableció flexibilidad para que los proveedores de combustible puedan cumplir sus obligaciones por medio de un sistema de transferencias de derechos o créditos por combustibles renovables y las emisiones asociadas de gases de invernadero.